# Hamza El-Gamal
Hamza El-Gamal (ar. حمزة الجمل; ur. 2 marca 1970 w Szibin al-Kaum) – egipski piłkarz grający na pozycji środkowego obrońcy. W swojej karierze rozegrał 20 meczów i strzelił 1 gola w reprezentacji Egiptu.

## Kariera klubowa
Swoją karierę piłkarską El-Gamal rozpoczął w klubie Ghazl Shebeen. W 1989 roku przeszedł do Ismaily SC. W sezonie 1990/1991 wywalczył z nim mistrzostwo Egiptu, a w sezonie 1996/1997 zdobył z nim Puchar Egiptu. W 1997 roku trafił do Al-Tadamon SC, a po pół roku gry w tym klubie wrócił do Ismaily SC. W sezonie 1998/1999 grał w El Qanah FC, a w latach 1999-2001 był zawodnikiem Suez SC. W sezonie 2001/2002, ostatnim w karierze, był piłkarzem Tala’ea El-Gaish SC.

## Kariera reprezentacyjna
W reprezentacji Egiptu El-Gamal zadebiutował 9 czerwca 1991 w wygranym 5:2 towarzyskim meczu z Maltą, rozegranym w Daejeonie. W 1994 roku został powołany do kadry na Puchar Narodów Afryki 1994. Na tym turnieju rozegrał trzy spotkania: grupowe z Gabonem (4:0, strzelił w nim gola) i z Nigerią (0:0) oraz ćwierćfinałowe z Mali (0:1).
W 1996 roku El-Gamal był w kadrze Egiptu na Puchar Narodów Afryki 1996. Nie wystąpił na nim jednak w żadnym meczu. Od 1991 do 1996 rozegrał w kadrze narodowej 20 meczów i strzelił 1 gola.